# エリー (ファッションモデル)
エリー（Elly、1994年4月13日 - ）は、日本の女性タレント、モデル。旧芸名、渡邊 エリー（わたなべ エリー）。
オーストラリアクイーンズランド州ゴールドコースト出身。過去にレプロエンタテインメントに所属していた。
日本人とオーストラリア人の間に生まれたハーフ。

## 略歴
2003年、渡邊 エリー名義で芸能界デビュー。2006年より2年間、NHK教育『天才てれびくんMAX』にてれび戦士として出演。後に芸名をエリーに改名。2013年9月19日、「ワールドサッカーコレクション」シリーズのナビゲートガールを務める。

## 作品

### 映像作品
- U-15 Films 永遠（2006年）

## 出演

### バラエティ
- ジェイチェキ（2004年 - 2006年、エンタ!371）
- 天才!志村どうぶつ園 アニマルクエスチョン（2005年、日本テレビ）
- 天才てれびくんMAX（2006年 - 2008年、NHK教育）てれび戦士

### その他のテレビ番組
- 私たちは天使だ!!〜教えて浜ちゃん　芸能界で当てて親孝行するぞスペシャル〜（2009年1月9日、TBS）
- テストの花道（2012年4月 - 2013年3月、NHK教育）BENBUメンバー
- 趣味Do楽　わたしと野菜のおいしい関係（2013年、NHK教育）

### ウェブテレビ
- かぐや姫と7人の王子たち（2019年6月1日 - 、AbemaTV） - かぐや姫・エリー役

### 映画
- シルバー假面（2006年、ジェネオンエンタテインメント）ザビーネ（少女時代） 役

### CM
- バンダイ、ふしぎ星の☆ふたご姫シリーズ（2005年 - 2006年）
  - ふしぎ星のふたご姫　おふゃべりプーモボックス
  - ふしぎ星のふたご姫 ふしぎ星コンパクト
  - ふしぎ星のふたご姫 クリスタルフォーチュレット

### 舞台
- アリスインプロジェクト「時空警察ヴェッカーχ ノエルサンドレ」（2011年11月1日 - 6日、荻窪・かいホール） - 空組 芹川葵 役
- アリスインプロジェクト「バックイン・ミレニアム」（2017年8月9日 - 16日、新宿村LIVE） - 空組 阿部由香子 役

## 書籍

### 雑誌連載
- びゅーSaRaSa（2011年、美容総合出版）モデル